# Amphorochara
Amphorochara, fosilni rod parožina u porodici Characeae. Pripada mu jedna priznata vrsta, slatkovodna alga A. grambastii.